# Стахів Матвій Іванович
Стахів Матвій Іванович(у деяких виданнях помилково Миколайович) (30 листопада 1895, Нище — 2 червня 1978, Сан-Дієго) — український правник, історик і суспільно-політичний діяч. Чоловік Франки Стахів, батько Ярослава Стахіва.

## Біографія
Родом зі Зборівщини (Галичина). Старшина УГА. Після закінчення Карлового Університету в Празі діяч Української Радикальної Партії — УСРП: її секретар (1925—1939), редактор її тижневика «Громадський Голос» (1929—1939), голова Союзу селянських спілок, директор народного університету «Самоосвіта» і редактор його видань.
На еміграції в Німеччині активний діяч в українському соціалістичному русі і член УНРади. Професор УВУ в Мюнхені (державне право й адміністрація), дійсний член НТШ (з 1943). 3 1949 року в США; редактор тижневика «Народна Воля» (1949—1971), голова НТШ у США (1969—1974), діяч УККА і СКВУ.
Похований на цвинтарі Фокс Чейс у м. Філадельфія.

## Праці
Автор низки популярних брошур і публіцистичних праць на політичні теми, з соціології та історії. Наукові праці головним чином з історії визвольних змагань, про правний статус української держави і політичних режимів в Україні до 1917.
- «Західня Україна» (6 тт., 1958 — 61),
- «Україна в добі Директорії УНР» (7 тт., 1962 — 68), про сов. режим в Україні (4 тт., 1955 — 69);
- «Нариси з історії нац.-суспільного руху в Галичині 1772 — 1890 pp.» у збірці «Збаражчина» (1963) та ін.

Англійською мовою:
- «Soviet Statehood of Ukraine from Sociological Aspect» (1961),
- «Ukraine and Russia, an Outline of History …» (1968);
- «Western Ukraine at the Turning Point of European History» (у співавторстві з Я. Штендерою; 1971),
- «Ukraine and the European Turmoil 1917 — 1920» (у співавторстві з П. Стерчом і М. Чировським; 1973).